# Битва за Пальмиру (2016—2017)
Вторая битва за Пальмиру — боевые действия за город Пальмира, в декабре 2016 — марте 2017 года. В декабре 2016 года, пользуясь отвлечением значительных сил сирийской армии и российских ВКС на военную операцию в Алеппо, боевики ИГ полностью захватили Пальмиру. В ходе контрнаступления сирийской армии 2 марта 2017 года Пальмира была во второй раз освобождена.

## Предшествующие события
Боевики ИГ захватили Пальмиру в мае 2015 года, после того, как Сирийская арабская армия ушла из города.
В марте 2016 года город был отбит. Однако террористическая группировка всё ещё удерживала восток провинции Хомс и находилась в непосредственной близости от Пальмиры. Битва за исторически важный город происходила на фоне наступления на Мосул и Ракку. Это место также являлось стратегически важным, поскольку находилось в непосредственной близости от нефтяных месторождений. В течение лета 2016 года боевики ИГ находились с трёх сторон от Пальмиры (к северу, востоку и югу), правительственные силы контролировали Пальмиру, окрестности и дорогу Пальмира — Хомс, на которой расположена авиабаза Т-4 (Тияс).

## Новое наступление ИГ
Сообщения об активности боевиков ИГ стали поступать 8 декабря 2016 года. 9 декабря бои шли на подступах к Пальмире, боевики ИГ использовали нагруженные взрывчаткой автомобили для прорыва обороны, сообщалось об использовании для этого танка без башни, начинённого взрывчаткой. 8-9 декабря ВВС Сирии и ВКС России наносили массированные удары с воздуха по наступающим боевикам, и наступление боевиков приостановилось. К 11 декабря ВКС России в результате авиаударов уничтожили свыше 300 боевиков ИГ. 9 декабря из Пальмиры ушли российские военные, часть правительственных войск и часть жителей города. 10 декабря наступление боевиков ИГ возобновилось, им удалось захватить элеваторы на востоке Пальмиры, и 11 декабря боевики установили контроль над Пальмирой.
В понедельник, 12 декабря 2016 года, отряды вооружённых формирований Исламского государства продолжили наступление от Пальмиры в западном направлении, сообщает арабское издание «Аль-Маздар». Пальмиру боевики взяли под свой контроль 11 декабря 2016 года. По данным издания, боевики также захватили населённые пункты аль-Байярат и ад-Давва к западу от Пальмиры и нефтяное месторождение Хайян. По словам Таляла Аль-Барази, губернатора провинции Хомс, в которой находится Пальмира, из города были эвакуированы 80 % населения.
В период с 11 по 14 декабря боевики два раза безуспешно пытались взять авиабазу Т-4, которая находится под Пальмирой.

## Контрнаступление сирийской армии
14 декабря сирийская армия перешла в контрнаступление, отбив высоты у базы Т-4, которая находится под Пальмирой. Боевая авиация сирийских ВВС наносит удары с аэродрома Т-4 по местам скопления боевиков, которые удерживают позиции на юго-западе Пальмиры и в районе нефтяного месторождения «Магер».
26 декабря правительственная армия Сирии убила не менее 25 боевиков Исламского государства к западу от города Пальмира. Высокопоставленный командир Исламского государства Абу Джандал аль-Кувейти убит в ходе авиаудара коалиции неподалеку от дамбы, находящейся на реке Евфрат в 40 километрах от сирийского города Ракка.
1 января 2017 года военнослужащие сирийской армии отразили атаку боевиков ИГ в окрестностях авиабазы «Т-4» вблизи Пальмиры.
15 февраля в районе Пальмиры правительственные войска продолжают наступление, их передовые части находятся менее чем в 20 километрах от города.
17 февраля сирийские войска ведут бои с ИГ в 17 км от Пальмиры.
22 февраля сирийские войска заняли стратегические позиции ИГ на востоке Хомса и приблизились к Пальмире.
24 февраля боевики ИГ провели удачное контрнаступление в районе Пальмиры и отбросили сирийские войска на 15 километров.
1 марта сирийская армия выбила боевиков ИГ из цитадели Пальмиры.
2 марта Пальмира была полностью освобождена от боевиков ИГ Сирийской правительственной армией при поддержке ВКС России и ЧВК «Вагнер».

## Реакция и заявления
Президент Сирии Башар Асад назвал атаку на Пальмиру попыткой отвлечь внимание от Алеппо.